# Wilhelm Matthies (Architekt)
Wilhelm Matthies (geboren 19. Juni 1867 in Melbeck; gestorben 3. Januar 1934 in Bardowick) war ein deutscher Architekt und Baumeister, der – als Anhänger von Conrad Wilhelm Hase – teils neugotisch, vornehmlich aber ländlich-bäuerliche Wohn- und Wirtschaftsgebäude im Heimatstil in Niedersachsen errichtete.

## Leben
Der Sohn eines Zimmermeisters und Bruder des Architekten Hermann Matthies (1871–1911) besuchte nach Abschluss einer Zimmerlehre von 1885 bis 1888 die Baugewerkschule Holzminden. Er war zeitweilig bei dem Kirchenbaumeister Caspar Clemens Pickel in Düsseldorf beschäftigt und studierte an den Technischen Hochschulen in Dresden und München.
Nach Studienreisen in Deutschland und nach Italien war er von 1894 bis 1897 in Lüneburg tätig, zeitweilig als Bauführer im väterlichen Büro für dessen Bauten in Cuxhaven und Husum.

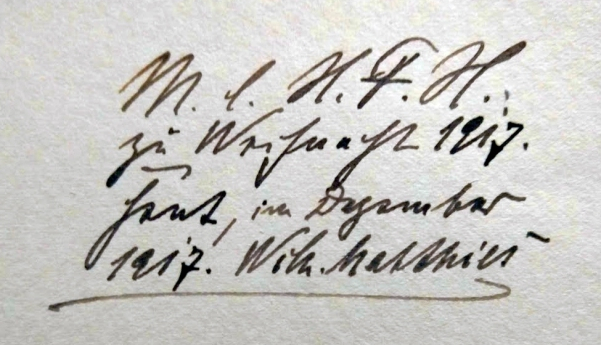
Handschriftliche Widmung von Matthies: „M. l. H. F. H.“ (= „Meinem lieben Hugo Friedrich Hartmann“) zu Weihnacht 1917 im Buch La Tour, der Pastellmaler Ludwigs XV.

Ab 1898 wirkte Matthies in Bardowick, wo er im Künstlerheim St. Lukas wohnte.
1901 war er Gründungsmitglied der Vereinigung niedersächsischer Künstler Die Heidjer, 1903 Mitbegründer des Bundes Deutscher Architekten (BDA). 1904 trat der der Bauhütte zum Weißen Blatt in Hannover bei. Im Jahr der Auflösung der Künstlervereinigung Die Heidjer wurde er 1905 Gründungsmitglied der Vereinigung Nordwestdeutscher Künstler.

## Werke (sofern bekannt)
- 1896 Mohringen: Landhaus[2]
- 1897 Bardowick: »Künstlerheim St. Lukas« mit Wohnhaus Wilhelm Matthies und Hugo Hartmann[2]
- 1900:
  - Musterentwurf für eine niedersächsische Gehöftanlage[2]
  - Lüneburg:
    - An den Brodbänken 12: Wohn- und Geschäftshaus Carl Huhn[2]
    - Kleine Bäckerstraße: Wohn- und Geschäftshaus[2]

  - Bardowick, Beim Dom: Entwurf des Kriegerdenkmals für die Gefallenen des Deutsch-Französischen Krieges, ausgeführt von dem Bildhauer Max Lange (Lüneburg), eingeweiht am 19. August 1900[2]
- 1901 Lüneburg, Lüner Straße 15: Nicht ausgeführter Wettbewerbsentwurf für den Neubau des Evangelisch-lutherischen Pfarrhauses St. Nicolai mit Konfirmandensaal; der Bau wurde stattdessen 1902 nach einem 1902 nach einem Entwurf des in Lüneburg tätigen Architekten Franz Krüger ausgeführt[2]
- 1901 Olm: Landhaus Detersen[2]
- 1903
  - Hamburg-Neuengamme: Vierländer Bauten, ausgeführt nach dem vom Verein für Vierländer Kunst und Heimatkunde ausgelobten Wettbewerben nach Entwürfen von Peerköpp und Uhlenlock[2]
  - Hamburg-Altengamme: Bauernhaus Schaumann[2]
- 1903–1905 Dahlenburg, Johannisstraße/Am Markt: Neubau der am 27. August 1905 Evangelisch-lutherischen Kirche St. Johannes[2]
- 1904
  - Borstel: Gasthaus Rabeler[2]
  - Lehe: Lehrerwohnhaus[2]
- 19051905 errichtete Kapelle auf dem Friedhof in Handorf
  - Handorf: Friedhofskapelle[2]

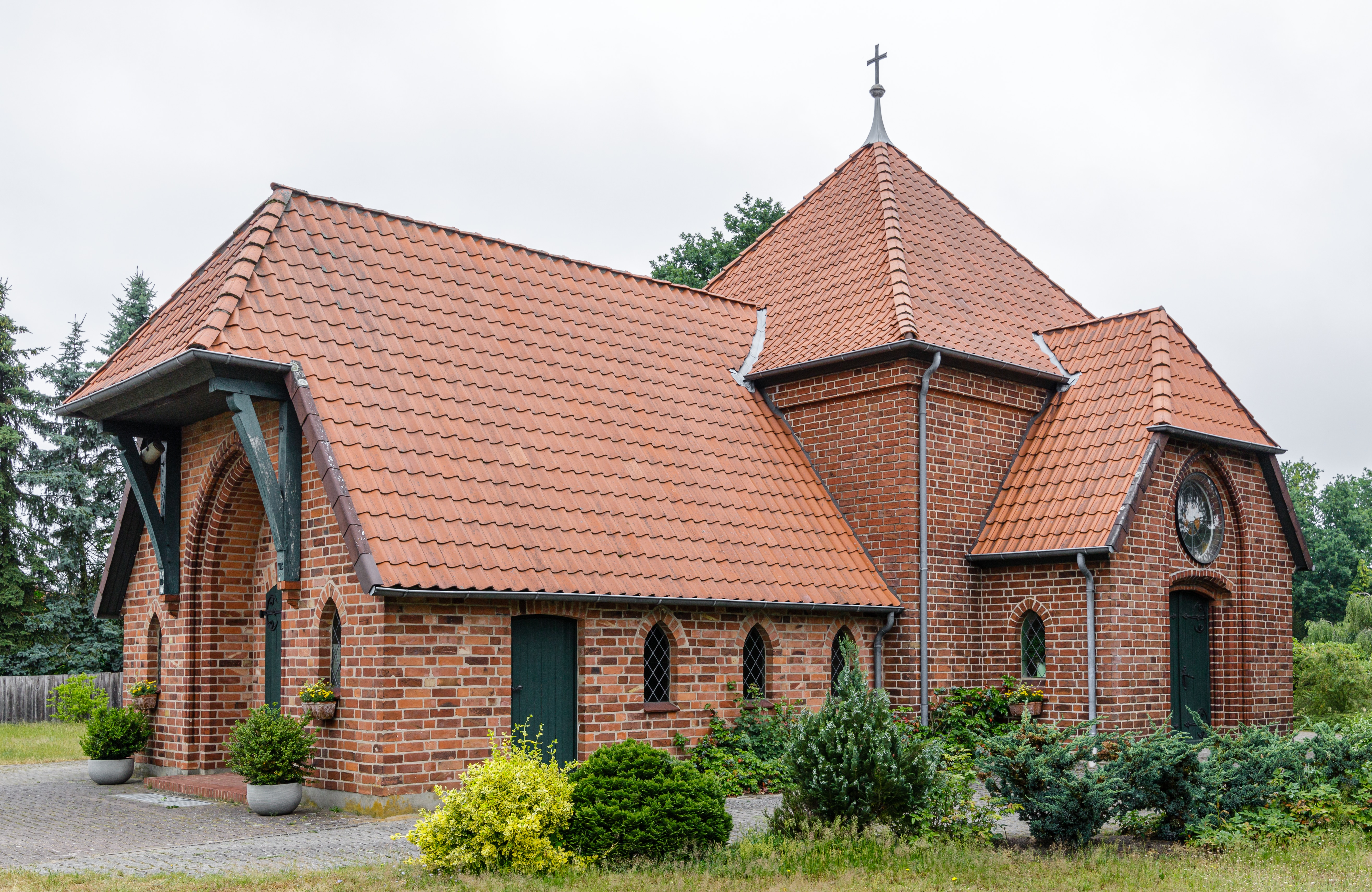
1905 errichtete Kapelle auf dem Friedhof in Handorf

  - Natendorf, Golster Straße: Umbau der Evangelisch-lutherischen Kirche und dessen Kirchturm[2]
- um 1905/1910
  - Stelle: Landhaus Crasemann[2]
  - Ashausen bei Stelle: Landhaus J. Cordes[2]
  - Barendorf: Umbau und Neugestaltung des Gutshauses[2]
  - Bardowick:
    - Wohnhaus Rönneburg[2]
    - Wohnhaus F. Engelmann[2]

  - Bevensen: Schulhaus[2]
- 1906 Velgen: Schulhaus[2]
- 1906–1907 Lüneburg
  - Große Bäckerstraße 13: Wohn- und Geschäftshaus für Konditor Rauno[2]
  - Kur- und Solbadanlage (nicht erhalten); Kurhaus von Architekt Franz Krüger (Lüneburg); Badehaus von Wilhelm Matthies[2]
- 1906–1908 Thomasburg: Kirchenerweiterung der Evangelisch-lutherischen Kirche St. Peter und Paul[2]
- 1907 Bienenbüttel: Kirchturmbau für die Evangelisch-lutherische Kirche St. Michaelis[2]
- 1908
  - Bienenbüttel-Bardenhagen, Bardenhagener Straße 3: Herrenhaus auf dem Gutshof A. Meyer; erhalten[2]
  - Hitzacker: Kurhaus[2]
  - Suderburg: Schule[2]
- 1910:
  - Bardowick: Wohn- und Geschäftshaus Maack[2]
  - Garlstorf: Bahnhof[2]
  - Lüneburg
    - Am Berge 39: Wohn- und Geschäftshaus[2]
    - Umbau und Vergrößerung der Waldwirtschaft Tiergarten[2]
- 1911
  - Lüneburg, Hinter der Bardowicker Mauer/am Liebesgrund: Johanna-Stegen-Denkmal; für den Wettbewerbsentwurf für den Neubau erhielt Matthies den 3. Preis, die Ausführung erfolgte jedoch 1911–1913 nach einem Entwurf der in Hannover tätigen Künstler Karl Gundelach (Bildhauer) und Otto Lüer (Architekt)[2]
  - Natendorf-Golste: Herrenhaus auf dem Rittergut Wöhler[2]
- 1911/1912 Schwarzenbek, Lauenburger Straße: Wohnhaus Dr. med. Walter Fran(c)k; erhalten[2]
- 1912
  - Lüneburg, An den Reeperbahnen 1: Evangelisches Gemeindehaus: Matthies fertigte den nicht ausgeführten Wettbewerbsentwurf Schild mit 3 Kreuzen für den Neubau, die Ausführung erfolgte 1913–1914 nach einem Entwurf des in Lüneburg ansässigen Architekten Hans Holthey[2]
  - Schneverdingen: Landapotheke[2]
- um 1912 Bahnhöfe Melbeck, Beetzendorf, Amelinghausen, Soderstorf, Bispingen und Dittmern (für die Kleinbahn Lüneburg–Soltau)[2]
- 1912–1913 Hohne: Neubau der Evangelisch-lutherischen Kirche[2]
- 1914 Pattensen: Friedhofskapelle[2]
- um 1914 Preten (Amt Neuhaus): Arbeiterhaus auf dem Rittergut[2]
- 1924 Oldendorf (Luhe): Mühle[2]
- 1926
  - Unterlüß, Albert-König-Straße 10: Wohnhaus mit Atelier für den Maler Albert König; erhalten[2]
  - Amelinghausen: Wohn- und Geschäftshaus der Kreissparkasse[2]

Eimke: Pfarrhaus